# Квинт Сервилий Приск
Вижте пояснителната страница за други личности с името Сервилий Приск Структ.
Квинт Сервилий Структ Приск (на латински: Quintus Servilius Priscus) е политик и генерал на ранната Римска република.
Произлиза от патрицианския род Сервилии. Син е на Квинт Сервилий Приск Структ (началник на конницата 494 пр.н.е.).
През 468 пр.н.е. Квинт е избран за консул заедно с колега Тит Квинкций Капитолин Барбат и се бие против еквите. През 466 пр.н.е. е отново консул, колега му е Спурий Постумий Алб Региленсис. Води военна кампания против еквите.